# 平成琴姫
平成琴姫（へいせいことひめ）は、日本の女性アイドルユニット。GLADLINE llc所属。大正琴を改良したオリジナル楽器「平成琴」を用いてパフォーマンスする。
2012年3月31日、DRESS AKIBA HALLでライブデビュー。2013年6月26日、「メロディ/琴姫ワッショイ音頭」でCDデビューした。
ファンの呼称は「衛兵」。

## 沿革

### 結成
2012年3月デビュー時のメンバーは、桃屋マミ、かとう唯、沙月美祐、桜羽るかの4名。ヒデコ・プロモーション所属。

かとうと沙月は、平成琴姫参加前に「マイちゃんアミちゃん2011」で共演歴があり、マイちゃんアミちゃんを卒業後も『二人そろって芸能活動続けよう』と上京後、桃屋に出逢ったという。平成琴姫結成後3人でマイアミで平成琴姫のライブを開催した。

### 結成後
2014年
- 4月22日、秋葉原の神タワーライブにて、桜羽るかが急遽脱退することを発表。

2015年
- 4月5日、三周年スペシャルライブ（勿来の関公園 吹風殿）ステージ上で、リーダーがデビューより担当してきた桃屋から沙月に交代[6]。
- 4月22日、代アニLIVEステーションでの定期ライブにて、リーダーの沙月美祐と桃屋マミが6月7日に卒業することを発表。リーダーはかとうに交代。
- 5月1日、渋谷・duo MUSIC EXCHANGEでの「IDOL御三家2015 vol.3」にて、ジオプロモーション（その後プリュ）へ移籍することを発表。
- 6月8日、かとうがそれまで非公表であった年齢を公開[7]。
- 6月26日、『日刊SPA!』（扶桑社）の記事内で、新メンバーがCoco海里、神楽あゆ、仲村一夏であることを公表[8]。

2016年
- 4月22日、新宿ReNY行われた「きみだけLIVE」にて、リーダーのかとう唯が7月に卒業することと、胡桃菜々が新メンバーとして加入することを発表。
- 7月27日、5人目のメンバーとして月島いずみが加入することを発表。8月6日開催の「TOKYO IDOL FESTIVAL 2016」にて5人体制のステージを初お披露目。
- 9月2日、同日開催のライブで、月島が家庭の事情と学業に専念するため9月7日に卒業することと、10月4日にCoco、神楽、仲村、胡桃の全メンバーが卒業し平成琴姫を解散することを発表。
- 9月16日、公式ブログにて「解散」ではなく「現体制解散と活動休止」と訂正発表し、併せて新メンバーの募集を開始した。
- 12月6日、オリジナルメンバーである桜羽るかがリーダーとして復帰し、新メンバーとして百々瀬愛莉、斎藤アンが加入することを発表。
- 12月12日、4人目のメンバーとして如月ゆずを発表。

2017年
- 9月3日、同日開催のライブで、斎藤が9月19日に卒業することを発表[9][10]。
- 9月18日、かとう唯がブログで「ユニットの危機」を理由に期間限定で活動に復帰することを表明[11]。

2017年
- 10月15日、百々瀬が当日付で卒業することを発表[12]。
- 10月27日、かとうの期間限定のユニット復帰が終了[13]。

2018年
- 8月2日、GLADLINE llc に移籍。

2019年
- 2月3日、桜羽るか、如月ゆずが、GLADLINE llc所属の新結成された「姫恋エデン」に参加。
- 3月16日、如月ゆずが、健康上の理由から「平成琴姫」、「姫恋エデン」から脱退。メンバーは桜羽のみとなる。
- 6月15日、所属事務所の廃業に伴い活動休止が発表される。

## メンバー
| 名前                       | 誕生日        | 出身地 | 血液型 | 趣味 | 特技                | 愛称                         | イメージカラー | 担当         | 備考 |
| -------------------------- | ------------- | ------ | ------ | ---- | ------------------- | ---------------------------- | -------------- | ------------ | --- |
| 桜羽るか （さくらば るか） | 1992年8月31日 | 栃木県 | A型    | 作詞 | イラスト お菓子作り | るかちゃん るかぴょん るか姫 | 紅             | くちびる担当 | 2013年12月4日まで”桜木ちひろ”名義で活動。 2014年4月22日付で脱退した（それまでのカラーは”赤”で、”クール＆セクシー担当”）が、2016年12月6日よりリーダーとして復帰。同事務所の姫恋エデンに参加。 |

### 旧メンバー
| 名前                           | 誕生日         | 出身地   | 血液型 | 趣味                    | 特技                                                | 愛称                       | イメージカラー | 担当           | 備考 |
| ------------------------------ | -------------- | -------- | ------ | ----------------------- | --------------------------------------------------- | -------------------------- | -------------- | -------------- | --- |
| かとう唯 （かとう ゆい）       | 1990年6月30日  | 三重県   | A型    | 絵をかく ちびっこと遊ぶ | 食べ頃のアボカドを見極めること ダジャレを考えること | ゆい姫 ゆいちゃん ゆいぴよ | ピンク         | バラエティ担当 | 2015年3月8日まで”加藤唯”名義で活動。 2015年4月22日より2016年7月9日までリーダー。 2017年9月18日から10月27日まで期間限定復帰。                                                                            |
| 桃屋マミ （ももや まみ）       | 1989年3月28日  | 愛知県   | O型    | 読書                    | そば打ち トランペット 超音波の声を出せる            | もも姫 ももぞふ もーたん   | 黄             | お絵描き担当   | デビューより2015年4月5日までリーダー。 「担当」を早起き担当からお絵描き担当へ変更。 2015年6月7日、西麻布BELG TOKYOでのライブをもって卒業。イラストレーターを目指すため芸能界を引退。 2016年結婚、出産。 |
| 沙月美祐 （さつき みゆう）     | 1988年5月6日   | 岐阜県   | 不明   | 散歩 買い物             | クラウチングスタート 100m走 料理                    | みゆ姫 みゆにゃ みーたん   | 青             | 癒し系担当     | 2012年12月11日まで”竹林歩美”名義で活動。2015年4月5日より4月22日までリーダー。 2015年6月7日、西麻布BELG TOKYOでのライブで卒業。 2015年9月6日に6人組バンド”Voice of Mind”に加入することを発表。           |
| Coco海里 （ここ みさと）       | 1991年5月31日  | 神奈川県 | B型    | 海外旅行                | テーマパーク知識                                    | ここちゃん                 | 緑             | 色白担当       | 2016年7月10日から10月4日までリーダー。 卒業後 2019年4月まで実妹の胡桃奈々とDear L manaで活動（プロデューサー兼任）。2019年4月よりソロで Nina Peleaとして活動。                                          |
| 神楽あゆ （かぐら あゆ）       | 1996年1月3日   | 東京都   | O型    |                         | 口曲げ                                              | あゆちゃん                 | 青             | 鎖骨担当       | |
| 仲村一夏 （なかむら いちか）   | 1994年5月9日   | 大阪府   | A型    |                         | お菓子作り                                          | いっちゃん                 | 黄             | お米担当       | |
| 胡桃奈々 （くるみ なな）       | 1995年5月23日  | 神奈川県 | O型    |                         | バレーボール                                        | くるみん                   | 赤             | ビタミン担当   | 卒業後 2019年4月まで実姉のCoco海里とDear L manaで活動。2019年4月に引退。 |
| 月島いずみ （つきしま いずみ） | 1997年10月7日  |          | O型    |                         | いらすと                                            | いずみん                   | 桃             | お昼寝担当     | |
| 斎藤アン （さいとう あん）     | 1996年10月30日 | 鹿児島県 |        | アニメ鑑賞              |                                                     | あっちゃん あん姫          | 朱色           | ふしぎ担当     | 2017年1月13日に“バリスタ担当”から変更 |
| 百々瀬愛莉 （ももせ あいり）   | 1996年1月24日  | 神奈川県 | O型    | ウィンドウショッピング  | 歌・ダンス・スティッチのものまね                    | あいりん あい姫            | 桃色           | メルヘン担当   | |
| 如月ゆず （きさらぎ ゆず）     | 1996年1月1日   | 埼玉県   | A型    |                         |                                                     | ゆったん ゆず姫            | 桜色           | パンダ担当     | |

## 琴姫四ヶ条
平成琴姫には”掟”がありそれを「琴姫四ヶ条」と呼ぶ。
「琴姫四ヶ条」は以下の通り。
- 壱 ファンの方を「衛兵」と呼ぶ
- 弐 世界に4つしかない「平成琴」
- 参 ライブごとに発行している「琴姫通信(手作り新聞)」
- 四 礼に始まり礼に終わる

## 平成琴
大正琴を肩から下げる仕様にしたオリジナル楽器で、平成琴姫メンバーが所有しているものを「平成琴」と称する。静岡県浜松市にある株式会社三創楽器製作所によって製作された。ここでは「平成琴」と同じコンセプトで「ショルダーハープ」という楽器も製造・販売している。ソリッドボディだが、生音も鳴るエレアコである。
ただし、ほとんどのライブ会場ではPAやセッティング時間の制約があり、生演奏ではない当て振りである。

## ライブ履歴
ライブ活動は、平成琴姫が主催するライブのほか、外部イベントの対バンライブなどに出演。東京都内のライブハウスがメインであるが、名古屋・大阪などへの遠征も多い。
平成琴姫の主催ライブは、歌・演奏をメインとした「姫会」、音楽以外の楽しめる企画（「ドキドキ告白大作戦！」など）を盛り込んだ「琴姫城」、および野外ステージで観覧無料で行われる「ヒデコまつり」がある。また2014年2月6日からはAKIBAドラッグ&カフェにてゲストを迎えた定期公演を開始、2015年2月18日より会場を代アニLIVEステーションに変更した。2015年9月14日からは、浅草花やしきに於いて「平成琴姫定期ライブ」を、また2015年10月15日からは渋谷DESEO miniにおいて定期ライブ「平成琴姫だよ渋谷に集合！」を開催していた。
海外初進出として、2015年7月10日〜12日にイギリス・ロンドンにて開催された同国最大のJapanフェス「HYPER JAPAN Festival 2015」に出演。
2017年7月15日〜16日には、「香港アイドルフェスティバル2017」に出演した。
ライブではパフォーマンスの最初と終了後に毎回「三つ指の礼」という挨拶が行われる。
また、ライブでは毎回メンバーが順番に手作りしている「平成琴姫通信」という新聞が配られる。

### 定期公演
| 日付           | 他の出演者                   |
| -------------- | ---------------------------- |
| 2014年2月6日   | 純情トロピカル丸             |
| 2014年2月20日  | 柊木りお                     |
| 2014年3月6日   | （ゲストなしのワンマン）     |
| 2014年3月20日  | ハニースパイス               |
| 2014年4月3日   | Splash!                      |
| 2014年4月17日  | ハニースパイス               |
| 2014年5月15日  | ハニースパイス               |
| 2014年5月29日  | 柊木りお                     |
| 2014年6月5日   | DearDoll                     |
| 2014年6月19日  | 熊田佳奈絵、井水優菜         |
| 2014年7月3日   | Honey Squash                 |
| 2014年7月17日  | さっちゃん、小熊あやめ       |
| 2014年8月7日   | ハニースパイス、Honey Squash |
| 2014年9月4日   | さっちゃん、小熊あやめ       |
| 2014年9月18日  | Splash!、Honey Squash        |
| 2014年10月2日  | Honey Squash、DearDoll       |
| 2014年10月16日 | ハニースパイス、柊木りお     |
| 2014年11月6日  | Splash!                      |
| 2014年11月20日 | ハニースパイス、柊木りお     |
| 2014年12月4日  | WenDee                       |
| 2014年12月18日 | FES☆TIVE                     |
| 2015年1月15日  | WenDee、菜月アイル           |

| 日付           | 他の出演者（備考）                                                                             |
| -------------- | ---------------------------------------------------------------------------------------------- |
| 2014年10月31日 | 亜城なえ(Carnival☆Stars)                                                                       |
| 2014年11月14日 | まりえ(Carnival☆Stars)                                                                         |
| 2014年11月28日 | おやゆびプリンセス、まりえ(Carnival☆Stars)、LUI◇FRONTiC◆松隈JAPAN（現：LUI FRONTiC 赤羽JAPAN） |
| 2014年12月12日 | （ゲストなしのワンマン）                                                                       |
| 2015年1月9日   | 池本真緒                                                                                       |
| 2015年1月30日  | （ゲストなしのワンマン）                                                                       |
| 2015年2月13日  | （ゲストなしのワンマン）                                                                       |
| 2015年2月27日  | （ゲストなしのワンマン）                                                                       |
| 2015年3月13日  | ROLE                                                                                           |
| 2015年4月10日  | （ゲストなしのワンマン）                                                                       |
| 2015年4月24日  | （ゲストなしのワンマン）                                                                       |
| 2015年10月24日 | （「平成琴姫だよ！おお～っす集合」とイベントタイトルを変更）                                   |
| 2015年11月20日 | 蜂蜜★皇帝                                                                                      |
| 2015年12月18日 | ハニースパイス                                                                                 |
| 2016年2月5日   |                                                                                                |
| 2016年3月18日  | きみだけのおひめさまに！、蜂蜜★皇帝                                                            |

| 日付          | 他の出演者                                            |
| ------------- | ----------------------------------------------------- |
| 2015年2月18日 | ange、knit、里咲りさ、全力Girl☆なななな、COCORO♥ODORU |
| 2015年3月11日 | Honey Squash、星野あいな                              |
| 2015年3月25日 | notall、星野あいな、白石さくら、新穂貴城              |
| 2015年4月8日  | （ゲストなしのワンマン）                              |
| 2015年4月22日 | （ゲストなしのワンマン）                              |

| 日付           | 他の出演者 |
| -------------- | --- |
| 2015年9月14日  | |
| 2015年11月24日 | スルースキルズ/グラドール/白星ウィクトーリア/北風インパクト/キラキラ☆プリンセス                                                         |
| 2015年12月16日 | buttёrfly.ねっと/アンダービースティー/リーブルエール/loop/BABY☆STAR/白星ヴィクトーリア/早乙女ゆみの（マボロシ可憐GeNE）                 |
| 2016年1月20日  | エコ怪獣/Bottom-Up!/イチサキミキ/Lunasophila/福永幸海/アンダービースティー/リーブルエール                                               |
| 2016年2月18日  | はちきんガールズ/リーブルエール/DISDOL/メトロポリス、/アンダービースティー/花言葉はイノセンス/アイドル諜報機関LEVEL7/演歌女子ルピナス組 |
| 2016年3月16日  | 福永幸海/フレンド♡フレンド/グラドール/littlemore./パチ☆スター/病ンドル                                                                  |

| 日付           | 他の出演者                                                            |
| -------------- | --------------------------------------------------------------------- |
| 2015年10月15日 | Splash!/ACATOCRO★/aotociro☆/サミツミサ/clipclip/芹沢南                |
| 2015年11月17日 | ACATOCRO★/aotociro☆/三倉みく/小熊あやめ/今井聖莉南(百花繚蘭)/大空美月 |

| 日付          | 他の出演者                                                                           |
| ------------- | ------------------------------------------------------------------------------------ |
| 2016年6月16日 | 突撃☆ランチボックス/リーブルエール/Lunasophila/まどもあ54世/リトルビースティ/Splash! |

| 日付           | イベント名                                 | 会場          | 他の出演者 |
| -------------- | ------------------------------------------ | ------------- | --- |
| 2017年3月10日  | さぁ皆んな渋谷に集合！                     | 渋谷 RUIDO K2 | ブルートリップ./Sparkle Pink Ruby/KissBeeYouth/ハニースパイス                                                                                              |
| 2017年4月30日  | さぁ皆んな渋谷に集合！                     | 渋谷DESEO     | TEARS-ティアーズ-/アンダービースティー/はっぴっぴ/スプリングChu♡bit/UPローチ/東京CuteCute/ヤンチャン学園 音楽部/蜂蜜★皇帝/百花繚蘭/電撃少女-Electric Girl- |
| 2017年6月26日  | さぁ皆んな青山に集合！                     | 青山RizM      | TEARS-ティアーズ-/HAPPY♡ANNIVERSARY/UPローチ/アンダービースティー                                                                                          |
| 2017年7月12日  | さぁ皆んな青山に集合！                     | 青山RizM      | にじいろ学園SEASON3/HAPPY♡ANNIVERSARY/百花繚蘭 |
| 2017年9月19日  | さぁみんな青山に集合！〜斎藤アン卒業公演〜 | 青山RizM      | 新山きらり/ゆめかわクラウンTOKYO/ブルートリップ./Sparkle Pink Ruby/AdFicTioN                                                                               |
| 2017年10月18日 | さぁみんな青山に集合！                     | 青山RizM      | おやすみセカイ/ゆめかわクラウンTOKYO/Love☆Cha/81moment |
| 2017年11月15日 | さぁみんな青山に集合！                     | 青山RizM      | NIJIIRO★サーカス団/Jewel*Marie/果汁100%/白星☆ウィクトーリア/愛夢GLTOKYO/TEARS-ティアーズ-                                                                  |
| 2017年12月19日 | さぁみんな青山に集合！                     | 青山RizM      | NIJIIRO★サーカス団/キミイロプロジェクト/ぴゅあ娘 リローデッド                                                                                              |
| 2018年1月22日  | さぁみんな青山に集合！                     | 青山RizM      | 神様アイドルプロジェクト/ゆめかわクラウンTOKYO/HAPPY♡ANNIVERSARY/スマイル海賊団/代々木女子音楽院                                                           |

| 日付          | 他の出演者                                                     |
| ------------- | -------------------------------------------------------------- |
| 2017年6月23日 | くれよん/逢沢ありあ(アンドクレージー)/おーだーめーど138        |
| 2017年7月21日 | くれよん/パンダ犬                                              |
| 2017年9月22日 | くれよん/BSK/GRATIA-ALA                                        |
| 2017年12月3日 | Projectあにめろでぃ♪/花木みなと/IDOL&LOID/井水優菜(百花繚蘭)   |
| 2018年2月2日  | AQUALOOPS/IDOL&LOID/井水優菜(逆に、ゆうちゃんバンド)/蜂蜜★皇帝 |
| 2018年3月23日 | GRATIA-ALA                                                     |
| 2018年5月2日  | あん☆えび/おーだーめいど/蜂蜜★皇帝                             |

### 姫会
| 日付           | イベント名                           | 会場                              |
| -------------- | ------------------------------------ | --------------------------------- |
| 2012年9月7日   | 姫会Vol.1                            | 秋葉原 神Tower 神Space            |
| 2012年9月23日  | 姫会Vol.2                            | 秋葉原 神Tower 神Space            |
| 2012年10月12日 | 姫会Vol.3                            | 秋葉原 神Tower 神Space 動員数54人 |
| 2012年10月25日 | 姫会Vol.4                            | 秋葉原 神Tower 神Space            |
| 2012年11月9日  | 姫会Vol.5                            | 秋葉原 神Tower 神Space            |
| 2012年12月24日 | 姫会Vol.6                            | 秋葉原 神Tower 神Space            |
| 2013年1月26日  | 姫会Vol.7                            | 秋葉原 神Tower 神Space            |
| 2013年2月14日  | 姫会Vol.8～バレンタインスペシャル～  | 秋葉原 神Tower 神Space            |
| 2013年3月3日   | 「姫会X」(姫会vol.9) with 五人囃子   | 初台DOORS                         |
| 2013年4月14日  | 姫会Vol.10                           | 名古屋TAURUS                      |
| 2013年6月20日  | 姫会Vol.11 with 三人囃子             | 荻窪ルースターノースサイド        |
| 2013年7月18日  | 姫会Vol.12                           | 秋葉原 神Tower 神Space            |
| 2013年8月2日   | 姫会Vol.13                           | 秋葉原 神Tower 神Space            |
| 2013年10月12日 | 「姫会X」（姫会Vol.14）with 五人囃子 | Birth新宿                         |

### 琴姫城
| 日付           | イベント名                  | 会場                 |
| -------------- | --------------------------- | -------------------- |
| 2012年5月3日   | 琴姫城Vol.1                 | 吉祥寺space-NOP      |
| 2012年6月24日  | 琴姫城Vol.2                 | 吉祥寺space-NOP      |
| 2012年7月27日  | 琴姫城Vol.3                 | 名古屋TAURUS         |
| 2012年8月19日  | 琴姫城Vol.4                 | 吉祥寺space-NOP      |
| 2012年8月26日  | 琴姫城Vol.5                 | 名古屋TAURUS         |
| 2012年10月14日 | 琴姫城Vol.6                 | 名古屋TAURUS         |
| 2012年12月14日 | ワンマンライブ琴姫城Vol.7   | 渋谷Glad 動員数158人 |
| 2013年5月12日  | 琴姫城Vol.8 with 五人囃子   | 渋谷REX              |
| 2013年7月7日   | 琴姫城Vol.9 with 五人囃子   | 新宿RUIDO K4         |
| 2013年8月18日  | 琴姫城Vol.10 納涼仮装大会！ | 渋谷REX              |

### ヒデコまつり
| 日付          | イベント名                                                   | 会場                              | 他の出演者                 |
| ------------- | ------------------------------------------------------------ | --------------------------------- | -------------------------- |
| 2012年4月30日 | 第1回ヒデコまつり                                            | 吉祥寺 井の頭恩賜公園野外ステージ | 花岡優平、川神あい、門西恋 |
| 2012年7月8日  | 第2回ヒデコまつり                                            | 吉祥寺 井の頭恩賜公園野外ステージ |                            |
| 2012年9月9日  | 第3回ヒデコまつり                                            | 吉祥寺 井の頭恩賜公園野外ステージ |                            |
| 2012年12月2日 | 第4回ヒデコまつり 「平成琴姫の野外やりたい放題だよライブ」   | 吉祥寺 井の頭恩賜公園野外ステージ |                            |
| 2013年5月6日  | 第5回ヒデコまつり 「平成琴姫の野外ほっこりしようよ！ライブ」 | 吉祥寺 井の頭恩賜公園野外ステージ |                            |
| 2013年8月4日  | 第6回ヒデコまつり 「平成琴姫の野外でワッショイしようよ！」   | 吉祥寺 井の頭恩賜公園野外ステージ |                            |
| 2013年8月25日 | 第7回ヒデコまつり。                                          | 千葉モノレール コンコース         | mocomoco、BWH、小熊あやめ  |

### その他の主催イベント・生誕祭
| 日付           | イベント名                                                 | 会場                               | 備考 |
| -------------- | ---------------------------------------------------------- | ---------------------------------- | --- |
| 2013年1月6日   | 新年会2013                                                 | 吉祥寺space-NOP                    | |
| 2013年2月6日   | 「琴姫城vol.7」DVD上映会                                   | 秋葉原 神Tower 神Space             | |
| 2013年2月10日  | 「琴姫城vol.7」DVD上映会in京都                             | シダックス京都河原町三条クラブ     | |
| 2013年2月21日  | 衛兵会議＆ミニライブ                                       | 秋葉原 神Tower 神Space             | |
| 2013年2月28日  | 衛兵会議＆ミニライブ                                       | 秋葉原 神Tower 神Space             | |
| 2013年3月28日  | 桃屋マミ生誕祭                                             | 秋葉原 神Tower 神Space             | |
| 2013年3月31日  | 平成琴姫一周年記念LIVE                                     | DRESS AKIBA HALL                   | |
| 2013年6月29日  | 1stCDメロディ発売記念ライブ                                | 秋葉原 神Tower 神Space             | |
| 2013年8月31日  | 桜木ちひろ ばーすでーぱーちぃ                              | 銀座パセラ2F Gamran Ball・ロンボク | |
| 2013年10月31日 | 平成琴姫のハロウィンニコニコパーティ                       | 秋葉原 神Tower 神Space             | |
| 2013年12月24日 | クリスマスは琴姫と過ごさナイト！                           | 秋葉原 AKIBAエンタメステージ       | |
| 2014年1月4日   | 新年会2014                                                 | 吉祥寺space-NOP                    | |
| 2014年1月11日  | ワンマンライブ「春の海～姫たちの戦い」with 五人囃子        | 渋谷WOMB                           | 動員数303人 |
| 2014年3月28日  | 桃屋マミ生誕祭「モモヤーランドへようこそ！」               | 秋葉原 AKIBAエンタメステージ       | |
| 2014年4月2日   | 平成琴姫二周年記念LIVE                                     | 渋谷 RUIDO K2                      | |
| 2014年4月8日   | 2ndCD発売感謝祭記念ライブ「春の海～姫たちの戦い・AGAIN！」 | 渋谷Glad                           | |
| 2014年5月6日   | 「沙月美祐生誕祭～ごろごろニャンコの日」                   | 新宿RUIDO K4                       | |
| 2014年6月30日  | 「加藤唯生誕祭」                                           | 渋谷 RUIDO K2                      | |
| 2014年8月10日  | ワンマンライブ「下克上」                                   | 渋谷 duo MUSIC EXCHANGE            | ゲスト：TOMOCA。鼓：木田ゆきの、尺八：田中黎山 動員数437人 |
| 2014年9月26日  | 主催LIVE～紅葉月の誘惑～                                   | 渋谷 RUIDO K2                      | ゲスト：Splash!、柊木りお、ナト☆カン、DearDoll |
| 2015年1月5日   | 新年会「琴姫神社」                                         | 吉祥寺space-NOP                    | |
| 2015年1月19日  | 「IDOL御三家2015」Presented by IshikawaSensei              | 渋谷 duo MUSIC EXCHANGE            | 他出演：KNU、ハニースパイス O.A :Muse、レッドリボン軍、AngeLip |
| 2015年2月5日   | 「平成琴姫のチョコっと早いバレンタイン！」                 | AKIBAドラッグ＆カフェ              | |
| 2015年3月8日   | ワンマンライブ「夢見月～春一番！」                         | 新宿ReNY                           | |
| 2015年3月19日  | 「IDOL御三家2015 vol.2」Presented by IshikawaSensei        | 渋谷 duo MUSIC EXCHANGE            | 他出演：KNU、ハニースパイス O.A :あんぴな、AngeLip |
| 2015年3月30日  | 「もも姫生誕祭」                                           | 新宿ReNY                           | 他出演： HoneySquash、神宿、FES☆TIVE、loop、 ミレニアムガールズ、まどもあ54世、百花繚蘭、 ハニースパイス、コスミックガール、AngeLip、 ステーション♪、Lullcherie、アンダービースティー、 Muze!!、T！P、ケドナニカ？ |
| 2015年4月5日   | 三周年スペシャルライブ                                     | 勿来の関公園 吹風殿                | |
| 2015年5月1日   | 「IDOL御三家2015 vol.3」Presented by IshikawaSensei        | 渋谷 duo MUSIC EXCHANGE            | 他出演：KNU、ハニースパイス O.A :レッドリボン軍、AngeLip |
| 2015年5月4日   | 「沙月美祐生誕祭」                                         | 新宿ReNY                           | 他出演： FES☆TIVE、Honey Squash、Whoop!e whoop!e、 メグリアイ、星乃ちろる、loop、アイドル諜報機関LEVEL7、 Dee’soul、notall、RynRyn☆ミどろっぷ、dora☆dora、 ウルトラガール、滝口成美、ねがいごと、jewel*mariee、 千葉CLEAR’S、AngeLip、天空音パレード、さくらんぼう注意報、 Jeanne Maria、まどもあ54世、mind circus、あいす☆ぱれっと、 RYUKYU IDOL、Kus Kus、Cherry♡Cinderella |
| 2015年5月24日  | 「姫会大阪Vol.1 エンヤコラどっこい浪速っしょい！」         | HOLIDAY OSAKA                      | |
| 2015年6月7日   | 「沙月美祐、桃屋マミ卒業ライブ」                           | 西麻布 BELG TOKYO                  | |
| 2015年6月30日  | 「かとう唯 生誕祭」                                        | 新宿MARZ                           | ハニースパイス、Splash!、Honey Squash |
| 2015年11月8日  | ワンマンライブ「琴姫城 RETURNS」                           | 新宿RUIDO K4                       | |
| 2015年12月31日 | カウントダウンライブ                                       | 大須・カーニバルスターズ           | |
| 2016年1月3日   | 「神楽あゆ生誕祭」                                         | 渋谷club asia                      | ハニースパイス、ベースボールガールズ、エルフロート、 DISDOL、Honey Squash、Twinkle☆Stars、Love☆Cha、 アイドル諜報機関LEVEL7、アンダービースティー、リーブルエール、 TJ（トーンジュエル）、WA-Side、バブルついんず！、impression、 みのりほのか、SEXY☆レボリューション、CDEangel、clipclip、 AngeLip、魔法少女☆りりぽむ、aotociro☆                                             |
| 2016年1月4日   | 新年会                                                     | 吉祥寺space-NOP                    | |
| 2016年1月31日  | ワンマンライブ「告白大作戦姫会NAGOYA」                     | 名古屋HOLYDAY NEXT                 | |
| 2016年2月28日  | ワンマンライブ「風神雷神」                                 | 新宿ReNY                           | 動員数343人 |
| 2016年3月31日  | 平成琴姫 4th Aniversary                                    | 渋谷DESEO                          | |
| 2016年4月28日  | ワンマンライブ 「Haru no Umi」                             | 吉祥寺CLUB SEATA                   | |
| 2016年7月9日   | ワンマンライブ「全力元気ポジティブ100％」                  | 川崎CLUB CITTA'                    | かとう唯生誕祭・卒業公演 動員数313人 |
| 2017年5月26日  | ワンマンライブ「立夏の候～夏の風きたる！」                 | 渋谷Glad                           | 動員数108人 |
| 2017年8月26日  | ワンマンライブ「海・空・夏のRhapsody！」                   | 渋谷DESEO                          | 桜羽るか生誕祭 動員数95人 |
| 2018年3月31日  | ユメライブ〜平成琴姫6周年記念対バンライブ〜                | 渋谷DESEO                          | 他出演： まやとありさ、AdFicTioN、ゆめかわクラウンTOKYO、 迷愛へるぷ!、Splash!、神様アイドルプロジェクト、 littlemore.、Lovries♡、TEARS-ティアーズ-、 Nae(ex涙-NAMIDA-)、TOKYO SWEET PARTY、玉響-たまゆら-、 恥じらいレスキューJPN、i*chip_memory、アンダービースティー、 はっぴっぴ                                                                                          |

## ディスコグラフィ

### シングル
2013年6月26日、ファーストシングル「メロディ」リリース。
2013年7月8日付のオリコンウィークリー総合40位、オリコンインディーズチャート1位を獲得した。

2014年4月8日、セカンドシングル「Darkness～心の闇」リリース。この楽曲は三重県志摩市で内科医をしながら歌手活動も行うあがわ医院の曲をカバーしたものである。
2014年4月21日付のオリコンウィークリー総合13位、オリコンインディーズチャート1位を獲得した。

2015年2月3日 3rdシングル「乙女革命」（cw「春一番！」）リリース。
2015年2月16日付のオリコンウィークリー総合19位、オリコンインディーズチャート2位を獲得した。

| # | タイトル                                                | リリース日    | レーベル       | 品番        | 備考                    |
| - | ------------------------------------------------------- | ------------- | -------------- | ----------- | ----------------------- |
| 1 | メロディ 加藤唯 version Pink                            | 2013年6月26日 | Ripple records | RIPPLE0001a | cw/琴姫ワッショイ音頭！ |
| 1 | メロディ 沙月美祐 version Blue                          | 2013年6月26日 | Ripple records | RIPPLE0001b | cw/琴姫ワッショイ音頭！ |
| 1 | メロディ 桃屋マミ version Yellow                        | 2013年6月26日 | Ripple records | RIPPLE0001c | cw/琴姫ワッショイ音頭！ |
| 1 | メロディ 桜木ちひろ version Red                         | 2013年6月26日 | Ripple records | RIPPLE0001d | cw/琴姫ワッショイ音頭！ |
| 1 | メロディ -regular edition-                              | 2013年6月26日 | Ripple records | RIPPLE0001e | cw/琴姫ワッショイ音頭！ |
| 2 | Darkness～心の闇 通常版                                 | 2014年4月8日  | Ripple records | RIPPLE0002a | cw/フェアリーテイル     |
| 2 | Darkness～心の闇 初回限定版                             | 2014年4月8日  | Ripple records | RIPPLE0002b | cw/Lonely End～儚い夢   |
| 2 | Darkness～心の闇 初回限定版ソロ 加藤唯 version Pink     | 2014年4月8日  | Ripple records | RIPPLE0002c | cw/フェアリーテイル     |
| 2 | Darkness～心の闇 初回限定版ソロ 沙月美祐 version Blue   | 2014年4月8日  | Ripple records | RIPPLE0002d | cw/フェアリーテイル     |
| 2 | Darkness～心の闇 初回限定版ソロ 桃屋マミ version Yellow | 2014年4月8日  | Ripple records | RIPPLE0002e | cw/フェアリーテイル     |
| 2 | Darkness～心の闇 初回限定版ソロ 桜羽るか version Red    | 2014年4月8日  | Ripple records | RIPPLE0002f | cw/フェアリーテイル     |
| 2 | Darkness～心の闇 初回限定版DVD付2枚組                   | 2014年4月8日  | Ripple records | RIPPLE0002g | cw/フェアリーテイル     |
| 3 | 乙女革命 通常版                                         | 2015年2月3日  | Ripple records | RIPPLE0003a | cw/春一番！             |
| 3 | 乙女革命 限定版・DVD付                                  | 2015年2月3日  | Ripple records | RIPPLE0003b | cw/春一番！             |
| 3 | 乙女革命 限定版・沙月美祐 version blue                  | 2015年2月3日  | Ripple records | RIPPLE0003s | cw/春一番！             |
| 3 | 乙女革命 限定版・加藤唯 version pink                    | 2015年2月3日  | Ripple records | RIPPLE0003k | cw/春一番！             |
| 3 | 乙女革命 限定版・桃屋マミversion yellow                 | 2015年2月3日  | Ripple records | RIPPLE0003m | cw/春一番！             |

### アルバム
2016年3月1日、ファーストアルバム「笑顔 全力 努力 ガッツ 平成琴姫ナンバーワン！」リリース。

2016年2月29日付のオリコンデイリーCDアルバムランキング 5位、2016年3月14日付のオリコンウィークリーCDアルバムランキング 47位を獲得した。

| # | タイトル                | リリース日   | レーベル       | 品番        | 備考 |
| - | ----------------------- | ------------ | -------------- | ----------- | --- |
| 1 | 通常盤                  | 2016年3月1日 | Ripple records | RIPPLE0004a | 収録曲・全12曲入 1.さくらさくら 2.乙女革命 3.恋文 4.GOGOJET 5.Love Magic～恋の魔法～ 6.ひゅるり 7.フェアリーテイル 8.真夏のしゃぼん玉 9.メロディ 10.春一番！ 11.OTOME Revolution 12.Haru no Umi |
| 1 | かとう唯 version pink   | 2016年3月1日 | Ripple records | RIPPLE0004b | 収録曲・全12曲入 1.さくらさくら 2.乙女革命 3.恋文 4.GOGOJET 5.Love Magic～恋の魔法～ 6.ひゅるり 7.フェアリーテイル 8.真夏のしゃぼん玉 9.メロディ 10.春一番！ 11.OTOME Revolution 12.Haru no Umi |
| 1 | Coco海里 version green  | 2016年3月1日 | Ripple records | RIPPLE0004c | 収録曲・全12曲入 1.さくらさくら 2.乙女革命 3.恋文 4.GOGOJET 5.Love Magic～恋の魔法～ 6.ひゅるり 7.フェアリーテイル 8.真夏のしゃぼん玉 9.メロディ 10.春一番！ 11.OTOME Revolution 12.Haru no Umi |
| 1 | 仲村一夏 version yellow | 2016年3月1日 | Ripple records | RIPPLE0004d | 収録曲・全12曲入 1.さくらさくら 2.乙女革命 3.恋文 4.GOGOJET 5.Love Magic～恋の魔法～ 6.ひゅるり 7.フェアリーテイル 8.真夏のしゃぼん玉 9.メロディ 10.春一番！ 11.OTOME Revolution 12.Haru no Umi |
| 1 | 神楽あゆ version blue   | 2016年3月1日 | Ripple records | RIPPLE0004e | 収録曲・全12曲入 1.さくらさくら 2.乙女革命 3.恋文 4.GOGOJET 5.Love Magic～恋の魔法～ 6.ひゅるり 7.フェアリーテイル 8.真夏のしゃぼん玉 9.メロディ 10.春一番！ 11.OTOME Revolution 12.Haru no Umi |

## メディア出演

### テレビ
- 「～D☆D～だれでもだいすき～エンタメニュース」（テレビ埼玉：2012年12月7日、テレビ神奈川：2012年12月12日、千葉テレビ放送：2012年12月13日）
- 「ハッピーMusic」（日本テレビ）の「ジモドル47」のコーナー（2013年3月8日,15日）
- 「銭形金太郎ビンボーさん秋祭りスペシャル」（テレビ朝日）の「現役アイドル貧乏さん」のコーナー（2013年10月3日）
- 音楽情報番組Music B.B.にて「Darkness～心の闇」のMVがオンエア（2014年3月31日～4月27日）
- TBS系列COUNT DOWN TV「大注目コンセプトアイドル特集」にて、「千本桜」の平成琴での演奏などがオンエア（2014年11月15日）
- 「ノブコブの平成キテます！リサーチ2015春」（静岡放送SBSテレビ：2015年3月29日）
- 「PON!」（日本テレビ：2015年11月10日）
- 「2016　元旦から生放送　新年！メデタイ静岡～生でモチモチいかせて～」（静岡放送SBSテレビ：2016年1月1日）
- 「全力坂」Coco海里が出演（テレビ朝日：2016年6月2日及び6月27日）
- 超ドSナイト「ケオラカOh！」Coco海里が出演（静岡放送SBSテレビ：2016年7月12日）

### ラジオ
レギュラー番組／冠番組
- 「平成琴姫のおめざメロディ」みのおFM（2013年7月7日～)[32]
- ラジカル NEO ナイト「平成琴姫の乙女革命」（2015年12月7日～。Radio NEO　愛知、三重、岐阜の中京エリア FM79.5 MHz）

その他出演
- 「palette」レディオ湘南（2012年7月25日、ゲスト出演）
- 「サタデー・ワイド・フィーバー」みのおFM（2013年2月9日、ゲスト出演）[33]
- 「〜IDOL SHOWCASE〜 i-BAN!!」FM NACK5（2013年6月16日、電話出演）
- 「あしたへ・・・笑顔りんりん水曜日」FMえどがわ（2013年7月10日、ゲスト出演）[34]
- 「〜IDOL SHOWCASE〜 i-BAN!!」FM NACK5（2014年1月5日、ゲスト出演）)[35]」
- 「Hot Spice!!」DJ：Happy だんばら（2014年5月3日～5日の間にRSK山陽放送、ABS秋田放送、KBS京都放送、BSN新潟放送、WBS和歌山放送、YBC山形放送で放送される。桃屋マミ、沙月美祐の2名がゲスト出演）
- 「Hot Spice!!」DJ：Happy だんばら（2014年5月10日～12日の間にRSK山陽放送、ABS秋田放送、KBS京都放送、BSN新潟放送、WBS和歌山放送、YBC山形放送で放送される。加藤唯、桜羽るかの2名がゲスト出演）
- 「ノブコブの平成キテます！リサーチ2015春」2015年3月29日、静岡放送SBSラジオ

### 舞台
- 「天国のシャボン玉ホリデー」（2015年3月27日～29日、三越劇場、主催：日本喜劇人協会）

### インターネット放送
レギュラー番組／冠番組
- 「平成琴姫のお仕事帰りは推し琴しナイト」内容：トーク（北参道放送局）（2013年4月3日～2013年6月26日。隔週木曜日午後9時～10時）。北参道放送局の公式YouTubeチャンネル[36]に全放送のダイジェスト動画がUPされている。
- 「平成琴姫の今晩ワッショイ！」

平成琴姫が主催のニコニコ生放送によるトークとライブを組み合わせたイベント。一貫してこのタイトルで開催されているが、開催日時、チャンネル、会場は度々変更されている。
| 日付           | 放送チャンネル          | 収録場所               | 備考                                                      |
| -------------- | ----------------------- | ---------------------- | --------------------------------------------------------- |
| 2013年11月7日  | 下北FM                  | SFMホール              | 「DJ Tomoaki's Radio Show!」内の1コーナーとして配信された |
| 2013年11月23日 | 神チャンネル            | 秋葉原 神Tower 神Space | サブタイトル「～ワンマン7週間まえだけど～」               |
| 2013年12月4日  | 神チャンネル            | 秋葉原 神Tower 神Space | サブタイトル「～ワンマン5週間まえだけど～」               |
| 2013年12月18日 | 神チャンネル            | 秋葉原 神Tower 神Space | サブタイトル「～ワンマン3週間まえだけど～」               |
| 2014年1月14日  | 神チャンネル            | 秋葉原 神Tower 神Space | サブタイトル「～ワンマン直後だけど～」                    |
| 2014年1月28日  | 神チャンネル            | 秋葉原 神Tower 神Space |                                                           |
| 2014年2月25日  | 神チャンネル            | 秋葉原 神Tower 神Space |                                                           |
| 2014年3月25日  | 神チャンネル            | 秋葉原 神Tower 神Space |                                                           |
| 2014年4月8日   | 神チャンネル            | 秋葉原 神Tower 神Space |                                                           |
| 2014年4月22日  | 神チャンネル            | 秋葉原 神Tower 神Space |                                                           |
| 2014年5月31日  | AKIBAエンタメチャンネル | AKIBAエンタメステージ  |                                                           |
| 2014年6月26日  | AKIBAエンタメチャンネル | AKIBAエンタメステージ  |                                                           |
| 2014年7月23日  | アキドラチャンネル      | AKIBAドラッグ＆カフェ  |                                                           |
| 2014年8月28日  | AKIBAエンタメチャンネル | AKIBAエンタメステージ  |                                                           |
| 2014年9月25日  | AKIBAエンタメチャンネル | AKIBAエンタメステージ  |                                                           |
| 2014年10月28日 | AKIBAエンタメチャンネル | AKIBAエンタメステージ  |                                                           |
| 2014年11月26日 | AKIBAエンタメチャンネル | AKIBAエンタメステージ  |                                                           |
| 2014年12月22日 | AKIBAエンタメチャンネル | AKIBAエンタメステージ  |                                                           |
| 2015年1月27日  | AKIBAエンタメチャンネル | AKIBAエンタメステージ  |                                                           |
| 2015年2月24日  | AKIBAエンタメチャンネル | AKIBAエンタメステージ  |                                                           |

単発
- 「平成琴姫のガールズトーク ワンマン前夜祭～3日前だけど！～」内容：トーク（2013年10月9日、放送チャンネル：ニコニコ生放送「神チャンネル」。収録場所：秋葉原 神Tower 神Space）
- 「平成琴姫のハロウィンニコニコパーティー☆」内容：トーク（2013年10月31日、放送チャンネル：ニコニコ生放送「神チャンネル」。収録場所：秋葉原 神Tower 神Space）

その他出演
- 「コミカルTV「ちんチロりん@room」」 内容：トーク＆ライブ （2012年8月13日。放送チャンネル：ニコニコ生放送「コミカルTV」。収録場所：声優カフェ）
- 「しぶはら★ニコ生 アイドルコレクション」 内容：トーク＆ライブ（2012年10月5日、放送チャンネル：ニコニコ生放送「アイコレNEXT」。収録場所：渋谷O FLOOR）
- 「しぶはら★ニコ生 アイドルコレクション。～冬だ！メリクリ！ワッショイショイ！！阿鼻叫喚アイドル涅槃変～ アイコレ冬の陣2012」 内容：トーク＆ライブ（2012年12月22日、放送チャンネル：ニコニコ生放送「アイコレNEXT」。収録場所：渋谷WOMB）
- 「京都アイドルシティフェスタ2013」 内容：ライブ（2013年7月21日。放送チャンネル：ニコニコ生放送「Zi:Music Live」。収録場所：KBS京都ホール）
- 「”もぐないと”×”United Tones of Scarlet”」 内容：トーク＆ライブ （2013年8月6日。放送チャンネル：ニコニコ生放送「フォレストフォンチャンネル」。収録場所：渋谷DESEO）[37]
- 「DDのすゝめ」 内容：トーク（2013年11月18日。USTREAM放送）
- 「アニドルTVプレミアムSP」 内容：トーク（2014年4月28日。放送チャンネル：ニコニコ生放送「レディオガガチャンネル」。収録場所：秋葉原Egg-man tokyo east）[38]
- 「LIVEアイドル図鑑 投票中間速報！」 内容：トーク（2014年6月8日。放送チャンネル：ニコニコ生放送「AKIBAエンタメチャンネル」。収録場所：AKIBAエンタメステージ）[39]
- 「KawaiianTV」内の番組「グッモーニンッ！アイドルRadio体操！」 ♯16[40](2015年3月21日）
- ウエディング専門のインターネット放送局「Wedding Channel」の「横浜ウエディングストーリー#23」及び「#24」に出演。「さくらさくら」を平成琴で演奏、「Love Magic〜恋の魔法」をパフォーマンスした。[41] [42](2015年4月15日及び22日）

### 雑誌
- 『TopYell』 2013年5月号 「アイドルのリアルな日常」に加藤唯が掲載される。
- 『TopYell』 2013年7月号 「アイドルのリアルな日常」に沙月美祐が掲載される。
- 『TopYell』 2013年9月号 「アイドルのリアルな日常」に桜羽るか（掲載時は「桜木ちひろ」名義）が掲載される。
- 『TopYell』 2013年11月号 「アイドルのリアルな日常」に桃屋マミが掲載される。
- 『週刊プレイボーイ』 No.43 2013年10月28日号の「進化系グループアイドル名鑑 100組666名の希望と不安」に掲載される。
- フリーペーパー 『iDolspot』vol.10（2013年11月13日発行）の「美少女自撮り図鑑」に沙月美祐が掲載される。
- 『TopYell』  2014年1月号 に「平成琴姫の秘密を探る」が掲載される。
- 『TopYell』  2014年3月号 に「平成琴姫を100倍（？）楽しむ4つのツボ！！」が掲載される。
- 『TRASH-UP!!』 Vol.17(2014年2月25日発売) の「アイドル50人に聞く2013年私のベスト5!!」に桃屋マミが掲載される。
- TopYell増刊号『Fire』(2014年6月25日発売) 「今観るしか！ 鬼熱現場」に掲載される。
- 『Ranzuki』2015年1月23日発売「キワモノアイドル」に掲載される。
- 『TRASH-UP』 Vol.21(2015年2月5日発売) の「アイドル251人に聞く2014年私のベスト5!!」に桃屋マミが掲載される。

### 書籍
- 2012年8月14日発売、「インディーズ・アイドル名鑑」に掲載される。出版社：東京キララ社。
- 2013年11月19日発売、「LIVEアイドル図鑑」に掲載される。出版社：オークラ出版。
- 2014年2月4日発売、「LIVEアイドル図鑑 vol.2」に掲載される。出版社：オークラ出版。
- 2014年2月26日発売、「アイドル最前線2014」の「IDOL INTERVIEW」に加藤 唯が掲載される。出版社：洋泉社。
- 2014年4月30日発売、「LIVEアイドル図鑑 vol.3」に掲載される。付録DVDにもライブの模様が収録。出版社：オークラ出版 。

### 新聞
- 日刊ゲンダイ 2012年8月21日号 「@失礼します」に加藤唯が掲載される。
- 日刊ゲンダイ 2012年8月31日号 「@失礼します」に沙月美祐（掲載時は「竹林歩美」名義）が掲載される。
- 日刊ゲンダイ 2012年9月6日号 「@失礼します」に桃屋マミが掲載される。
- 日刊ゲンダイ 2012年9月15日号 「@失礼します」に桜羽るか（掲載時は「桜木ちひろ」名義）が掲載される。
- 日刊ゲンダイ 2014年8月1日号 「泣いて笑って踏ん張って 役者・芸人 貧乏物語」に桃屋マミが掲載される。

### インターネット・メディア
- アイドル情報専門のニュースサイト「iDol spot」インタビュー「「平成琴姫」大躍進の2013年とワンマンライブへの想い」[43](2014年1月2日掲載）
- アイドル情報専門のニュースサイト「iDol spot」ライブレポート「平成琴姫ワンマン目標達成とセカンドシングル決定」[44](2014年1月13日掲載）
- 「アイドル誕生！TV」独占インタビュー「日本を代表するアーティストになって海外進出したいです！」[45](2014年3月9日）
- 「アイドル誕生！TV」独占インタビュー「JPSガールズボイス ベルサス 2014春フェス」出演記念インタビュー[46](2014年3月24日）
- アイドル情報専門のニュースサイト「iDol spot」ライブレポート「次は下克上で天下取り！？平成琴姫セカンドシングル感謝イベントレポート」[47](2014年4月21日掲載）
- 「アイドルわちゃ」【独占インタビュー】和風アイドル「平成琴姫」[48](2014年8月10日）
- 「アイドルわちゃ」和風アイドル「平成琴姫」が渋谷で重大発表！ライブレポート[49](2014年8月10日）
- 中日新聞プラス「パンキングのアイドル界隈応援団」愛知・三重・岐阜から、夢を叶えに東京で集まったよ！「平成琴姫」[50](2014年12月19日）
- ソーシャルミュージックサイト「OK Music」平成琴姫、ワンマンライブで念願の海外進出を発表[51](2015年3月10日掲載）
- アイドル情報専門のニュースサイト「iDol spot」平成琴姫ワンマンライブ『夢見月～春一番！』ライブレポート「衛兵様のたくさんの笑顔が見れました！」[52](2015年3月15日掲載）
- アイドル情報専門のニュースサイト「iDol spot」平成琴姫、初舞台直前インタビュー『ターニングポイントになる舞台』[53](2015年3月28日掲載）
- ソーシャルミュージックサイト「OK Music」平成琴姫、3周年ライブでリーダー交代新体制を発表[54](2015年4月11日掲載）
- ソーシャルミュージックサイト「OK Music」平成琴姫が新生体制の旗揚げに伴い、新メンバー募集オーディションを開始[55](2015年4月30日掲載）
- 日刊SPA!「緊迫のアイドルオーディション現場にナマ密着――新生「平成琴姫」誕生の舞台裏」[8](2015年6月26日掲載）
- おたぽる「よりパワーアップしたねって感じてもらいたい！」　新スタートを切った“新生平成琴姫”に迫る！[56](2015年9月26日掲載）
- 平成琴姫ワンマンライブ『琴姫城 RETURNS』レポート「新章の幕開け」[57](2015年11月11日掲載）

### その他
- Androidスマートフォン用壁紙アプリ「Smadeco（スマデコ）」の「平成琴姫きせかえ壁紙[58]」（2013年5月10日公開）
- 「日本初、日替わりクーポンサイトPiku(ピク)[59]」とのコラボ
- DAMチャンネル出演　内容：トーク、MC：松井玲奈/古畑奈和(SKE48)（2015年3月17日より）[60]
- LINEスタンプを公開「平成琴姫-LINEスタンプ[61]」（2015年4月24日公開）
- アイドルとファンを結ぶコミュニケーションアプリ「DMM.yell」に、かとう唯が参加[62]（2015年5月27日公開）

## ファンクラブ
ファンクラブを「琴姫城」といい、平成琴姫公式サイトから入会できる。入会金・会費等がなく、一切無料。メールアドレスを登録すると月1回の平成琴姫メルマガ「琴姫瓦版」が送信される。会員だけの特典・限定情報などが配信される。号外もあり。また、平成琴姫の主催ライブなどの中で「おたんじょう会」が月1回程度開催。その際に、その月が誕生日の会員には平成琴姫メンバーから手書きのメッセージカードが進呈される。

## 五人囃子
平成琴姫のバックバンドのことを「五人囃子」と呼ぶ。
おもにワンマンライブの際にバックバンドを務める。シングル「メロディ」にも参加。
メンバーは以下の通り、
- ドラム - たくや☆（坂本拓矢） （2014年8月10日「下克上」）
- ベース - 石川栄一 （2014年4月8日「春の海～姫たちの戦い・AGAIN！」～）
- サックス - マヒマヒ
- トロンボーン - 原田彩香（2016年7月9日「全力元気ポジティブ100％」）

元メンバー
- ベース - 上田梨央 （～2014年1月11日「春の海～姫たちの戦い」with 五人囃子）
- ドラム - 中村慶太 （～2014年4月8日「春の海～姫たちの戦い・AGAIN！」）
- ギター - 花岡将太郎 （～2015年3月8日「夢見月～春一番！」）
- トロンボーン - グリフィー

### オフィシャルサイト
- 平成琴姫 Official Website - ウェイバックマシン（2019年6月17日アーカイブ分）
- 平成琴姫 (heiseikotohime) - Facebook
- 平成琴姫 - YouTubeチャンネル

### ブログ
- 平成琴姫 オフィシャルブログ「コトコト日記」 - Ameba Blog

### その他
- 株式会社三創楽器製作所 - 「平成琴」の製造メーカー